# Susumu Mochizuki
Susumu Mochizuki (望月享 Mochizuki Susumu?) (18 de febrero de 1978) es un luchador profesional japonés, más conocido por su nombre artístico Susumu Yokosuka. Susumu es famoso por su carrera en Toryumon y Dragon Gate, donde se halla actualmente.

## Carrera

### Michinoku Pro Wrestling (1996)
En 1996, Susumu comenzó a entrenar en el dōjō de Michinoku Pro Wrestling al lado de Makoto Saito y Yoshito Sugamoto, pero no consiguió debutar, y dejó la empresa poco después.

### Toryumon (1998-2004)
Mochizuki, después de graduarse en el Último Dragón Gym, comenzó a aparecer en International Wrestling Revolution Group por mandato de Último Dragón, haciendo equipo con Yasushi Kanda para ganar el IWRG Intercontinental Tag Team Championship. Poco después, Kanda y Susumu serían transferidos a Toryumon Japan.
A su llegada a la marca, Mochizuki y Kanda se revelaron como un equipo heel, atacando a otros luchadores y montando reyertas en los combates para arruinar shows y decepcionar a los fanes. En abril de 2000, el afán de Kanda y Mochizuki por la violencia atrajo la atención de TARU, miembro de la facción heel Crazy MAX (CIMA, SUWA & Don Fujii), quien ofreció al dúo un lugar en su grupo. Susumu y su compañero aceptaron, pero la misma noche se volvieron contra Crazy MAX y les atacaron. Sin embargo, los de Crazy MAX hicieron valer la ventaja numérica y apalearon a Susumu y Yasushi hasta que Masaaki Mochizuki -quien, a pesar de su apellido, no estaba emparentado con Susumu- llegó al rescate. A partir de ello, el dúo entró en un feudo con Crazy MAX, con Masaaki ayudándoles en varias ocasiones. Susumu sugirió a Masaaki formar un grupo para combatir a CIMA y los suyos, idea a la que tanto Masaaki -face por entonces- y Kanda se oponían; finalmente, sin embargo, llegaron a un acuerdo y los tres formaron el grupo M2K. Usando contra Crazy MAX sus mismas tácticas arteras y violentas, M2K era famoso por interrumpir combates para producir dobles descalificaciones, rasgo heredado del vandalismo original de Susumu y Yasushi. Al poco tiempo, Darkness Dragon se unió al grupo como el cuarto miembro, y comenzaron a aparecer en All Japan Pro Wrestling y Michinoku Pro Wrestling para atacar a sus luchadores.
Un año más tarde, Susumu consiguió el NWA World Welterweight Championship al derrotar a Kenichiro Arai, y además M2K -con Genki Horiguchi reclutado- consiguió el UWA World Trios Championship al derrotar a Crazy MAX; sin embargo, el triunfo les duraría poco, ya que Mochizuki perdió su título ante Ryo Saito y el grupo entero el suyo contra Crazy MAX. M2K se cobraría su venganza recuperando el UWA World Trios Championship ante Magnum TOKYO y sus aliados, los siguientes portadores del título. A su retorno, Masaaki mostró un cambio de personalidad, intentando hacer que M2K tomase la senda face, lo que produjo la desconfianza de los miembros hacia él y la consecuente derrota ante Crazy MAX en un combate por el recién recuperado campeonato. Poco después, Masaaki fue expulsado del grupo, y entró en un feudo con ellos. Susumu fue retado a un combate por los derechos del apellido Mochizuki, pero Masaaki ganó el combate, por lo que Susumu debió cambiar su nombre a Susumu Yokosuka. Dado que el grupo quedó sin líder, Horiguchi ofreció tal puesto a Magnum TOKYO y los demás le ayudaron en sus combates, pero Magnum no se decidía. Finalmente TOKYO pasó a ser el líder, y Kanda tomó el puesto de árbitro privado de M2K debido a una lesión, ayudando a sus miembros en las luchas. Sin embargo, después de que Darkness Dragon perdiese su máscara ante Dragon Kid cuando Kanda oficiaba el combate, Kanda y Darkness dejaron el grupo y TOKYO les declaró enemigos. Al poco tiempo, sin embargo, Kanda se retiró de la lucha libre y fue acompañado por Susumu y por Masaaki Mochizuki en su ceremonia de despedida; viendo esta muestra de lealtad, TOKYO decidió cerrar el grupo para respetar el nombre de M2K, e indultó a sus miembros. Tras ello, Yokosuka y K-ness se unieron a TOKYO en su nuevo grupo Do FIXER. En él. Susumu y K-ness formaron equipo para participar en el Rey de Parejas 2003, pero serían derrotados por Aagan Iisou (Dotti Shuji & YASSHI) en la final. A pesar de ello, Susumu ganó con Horiguchi y Saito el UWA World Trios Championship, perdiéndolo un mes más tarde ante Toryumon Seikigun.
En julio de 2004, K-ness y Yokosuka vieron cómo Masaaki Mochizuki era expulsado de Aagan Iisou. Por ello, ambos abandonaron Do FIXER y le ayudaron a formar el grupo Final M2K, la última encarnación del antiguo stable.

### Dragon Gate (2004-presente)
Después de la ida de Último Dragón de la empresa, Toryumon Japan fue renombrado Dragon Gate, contratando a gran parte de los antiguos luchadores de Japan. Comenzada la nueva promoción, Final M2K consiguió a Kenichiro Arai y Second Doi como nuevos miembros, ya que ellos también habían formado parte de M2K en el pasado, aunque Doi se volvería contra ellos poco después para formar el dúo Iron Perms con Don Fujii y Naoki Tanizaki. A pesar de ello, Final M2K consiguió una larga serie de victorias contra Aagan Iisou y Crazy MAX.
En diciembre, KAGETORA & Susumu Yokosuka se enfrentaron a Akira Tozawa & BxB Hulk por el Open the Twin Gate Championship, con la estipulación de que si perdían deberían cambiar sus nombres a "Jimmy KAGETORA" y "Jimmy Susumu", respectivamente. Efectivamente, Susumu y KAGETORA perdieron el combate y debieron cambiar sus nombres. Posteriormente, en febrero de 2012, JUNCTION THREE fue desbandada tras perder un combate con el grupo Blood Warriors, dirigido por CIMA.

## En lucha
- Movimientos finales
  - Jumbo no Kachi![1] (Running lariat)[n. 1] - 2002-presente
  - Jumbo no Kachi!-Gatame[1] (Running lariat transicionado en cradle pin) - 2003-presente
  - Yokosuka Cutter[1] (Overhead gutwrench cutter) - innovado
  - Aikata[1] (Overhead gutwrench DDT, a veces desde una posición elevada)[n. 2] - 2004-presente
  - Mugen[2] (Double underhook overhead gutwrench DDT, a veces desde una posición elevada)[n. 3] - 2004-presente
  - Genkai[3] (Vertical suplex overhead gutwrench DDT)
  - World Liner[1] (Leg trap sunset flip powerbomb revirtiendo una hurricanrana del oponente)
  - Kōbe World Liner[1] (Diving leg trap sunset flip powerbomb revirtiendo una super hurricanrana del oponente)
  - Takai Takai[1] (Elevated powerbomb, a veces desde una posición elevada)[n. 4] - 2004-presente
  - Figure four leglock[4]

- Movimientos de firma
  - Ashi Yokosuka[1] (Lifting sitout kneebuster)[n. 5] - innovado
  - Yokosuka Driver[2] (Inverted front slam)
  - Yokosuka Liner[1] (Rolling hurricanrana revirtiendo un back body drop del oponente)
  - Yokosuka Bay Bridge[5] (Múltiples northern light suplexes)
  - Yokosuka Story[6] (Death Valley driver, a veces desde una posición elevada)
  - Mitogawa Rush[1] (Feint running lariat seguido de discus lariat)
  - Muscular Bomb[7] (Half Nelson wheelbarrow driver) - 2009; parodiado de Naruki Doi
  - Bridging German suplex
  - Cross kneelock
  - Double underhook Indian deathlock
  - Dropkick, a veces desde una posición elevada
  - Enzuigiri
  - Exploder suplex,[1] a veces desde una posición elevada
  - Half Nelson suplex
  - Jumping double knee drop
  - Lifting double underhook facebuster
  - Over the top rope suicide somersault senton
  - Rolling fireman's carry slam
  - Running big boot a la cara un oponente levantándose
  - Running sitout powerbomb
  - Scoop brainbuster[8]
  - Sitout scoop slam piledriver[6]
  - Tilt-a-whirl backbreaker a un oponente cargando

- Apodos
  - "Technic Master"[1]

## Campeonatos y logros
- Dragon Gate
  - Dragon Gate Open the Dream Gate Championship (1 vez)
  - Dragon Gate Open the Triangle Gate Championship (2 veces) - con CIMA & Ryo Saito
  - Dragon Gate I-J Heavyweight Tag Team Championship (1 vez) - con Ryo Saito
  - Dragon Gate Open the Twin Gate Championship (4 veces, actual) - con Ryo Saito (1), Gamma (1), K-ness (1) y Jimmy Kagetora (1)
  - One Night 10 Man Tag Tournament (2004) - con Masaaki Mochizuki, K-ness, Kenichiro Arai & Second Doi

- International Wrestling Revolution Group
  - IWRG Intercontinental Tag Team Championship (1 vez) - con Yasushi Kanda[9]

- Pro Wrestling ZERO1
  - NWA International Lightweight Tag Team Championship (1 vez) - con Jimmy Kagetora

- Toryumon
  - NWA World Welterweight Championship (2 veces)[10]
  - UWA World Trios Championship (3 veces) - con Yasushi Kanda & Darkness Dragon (1), Masaaki Mochizuki & Darkness Dragon (1) y Genki Horiguchi & Ryo Saito (1)[11]
  - Yamaha Cup Tag Tournament (2000) - con Yasushi Kanda